# Ioan-Mircea Pașcu
Ioan-Mircea Pașcu (ur. 17 lutego 1949 w Satu Mare) – rumuński polityk i politolog, wykładowca akademicki, były minister obrony narodowej, deputowany do Parlamentu Europejskiego VI, VII i VIII kadencji.

## Życiorys
Ukończył w 1971 studia na wydziale handlu Akademii Studiów Ekonomicznych w Bukareszcie. W 1980 uzyskał doktorat z nauk politycznych. Od 1971 zajmował się działalnością naukową, pracując jako badacz i wykładowca. W 1990 został profesorem stosunków międzynarodowych w SNSPA. Do 1996 był także dziekanem wydziału stosunków międzynarodowych tej uczelni. Odbywał staże naukowe i prowadził wykłady m.in. w Austrii, Wielkiej Brytanii i Japonii.
Od 1989 zaangażowany w proces przemian politycznych w ramach Frontu Ocalenia Narodowego, którego w latach 1990–1992 był wiceprzewodniczącym. Na początku lat 90. był m.in. doradcą prezydenta. W latach 1997–2006 pełnił funkcję zastępcy przewodniczącego Partii Socjaldemokratycznej. Od 1996 do 2007 sprawował mandat posła do Izby Deputowanych, najpierw z okręgu Marmarosz, następnie z okręgu Satu Mare. W okresie 1993–1996 był sekretarzem stanu w Ministerstwie Obrony Narodowej, natomiast w latach 2000–2004 sprawował urząd ministra obrony narodowej.
1 stycznia 2007 objął mandat eurodeputowanego, utrzymał go w wyborach w tym samym roku. W wyborach w 2009 został wybrany po raz drugi. Wszedł w skład grupy Postępowego Sojuszu Socjalistów i Demokratów, obejmował funkcję wiceprzewodniczącego Komisji Spraw Zagranicznych. W 2014 został wybrany na kolejną kadencję Europarlamentu, w którym zasiadał do 2019.
Uhonorowany Orderem Gwiazdy Rumunii. Opublikował kilka pozycji książkowych, głównie z zakresu bezpieczeństwa międzynarodowego i wojskowości.